# NGC 1979
NGC 1979 ist eine elliptische Galaxie vom Hubble-Typ E/S0 im Sternbild Hase am Südsternhimmel. Sie ist schätzungsweise 69 Millionen Lichtjahre von der Milchstraße entfernt und hat einen Durchmesser von etwa 50.000 Lichtjahren. 

Die Galaxie ist Mitglied der NGC 1964-Gruppe, zu der weiterhin NGC 1964, IC 2130 und IC 2137 gehören.
Das Objekt wurde am 20. November 1784 von Wilhelm Herschel entdeckt.